# Варга, Степан Адальбертович
Степан Адальбертович Варга (7 апреля 1942, Мукачево) — советский футболист, нападающий. Мастер спорта СССР (1964).

## Биография
Начал играть в футбол в 1957 году на стадионе «Спартак» в Мукачево. Первые тренеры — Василий Гайлик и Людвиг Циммерман. В 17 лет стал играть за «Спартак» Ужгород. 1962 год начал в «Молдове» Кишинёв, провёл 7 матчей, забил один гол в чемпионате СССР. Затем перешёл в «Динамо» Киев, сыграл 7 матчей, забил три гола за дубль, стал победителем первенства дублёров. В 1963—1965 годах играл за львовский СКА.
По собственным словам, получил звание мастера спорта после игр за сборную Украинской ССР в Киеве против «Фламенго» (Бразилия) и «Олимпиакоса» (Греция), хотя матч с «Фламенго» проходил в Виннице.
В 1966 году оказался в ЦСКА, сыграл в чемпионате 55 матчей, забил 12 голов. В 1967 году перешёл в одесский «Черноморец», где за 2,5 года сыграл в чемпионате 47 матчей, забил четыре гола. Затем играл за «Карпаты» Мукачево (1970—1971), «Говерлу» (1971—1974), «Прибор» Мукачево (1975). Работал тренером в клубах Мукачево и Ужгорода.
Судья республиканской категории.